# راؤول غيلر
راؤول غيلر (بالإسبانية: Raul Geller)‏ هو لاعب كرة قدم ومدرب كرة قدم بيروفي، ولد في 23 يناير 1936 في كيابمبا في بيرو. شارك مع منتخب بيرو لكرة القدم. أما مع النوادي، فقد لعب مع بيتار القدس.

## وصلات خارجية
- راؤول غيلر على موقع ناشيونال فوتبول تيمز (الإنجليزية)